# Udenrigsministeriet
Udenrigsministeriet (färöiska: Uttanrykismalaraharrahúsið, grönländska: Nunanut Allanut Ministereqarfik) är ett ministerium under Danmarks regering, som hanterar Rigsfællesskabets utrikespolitik, europapolitik, utvecklingspolitik, säkerhetspolitik, handelspolitik och folkrättsliga uppgifter i förhållande till omvärlden. I Köpenhamn arbetar omkring 1 000 personer, totalt har ministeriet omkring 3 000 anställda (inklusive lokalt anställd personal vid ambassader och liknande).
Det nuvarande ministeriet ersatte 1848 Departementet for de Udenlandske Anliggender som hade upprättats som ett självständigt regeringsorgan 24 december 1770. Enligt Udenrigsloven utgör Udenrigsministeriet i Köpenhamn tillsammans med diplomatiska och konsulära representationer (som ambassader och konsulat) en gemensam tjänst kallad Udenrigstjenesten. Sedan 2000 ingår även Danmarks handelskontor i Udenrigsministeriet. Handelskontoren bistår danska företag på exportmarknaden (se Danmarks Eksportråd).
Till skillnad från Danmarks övriga ministerium finns det vid Udenrigsministeriet tre ministrar: utrikesministern, europaministern och ministeren för nordiskt samarbete.

## Departementschefer
Den översta ämbetsmannen på ministeriet kallas departementschef. Följande personer har haft posten:
- Nils Svenningsen 1941 -
- Nils Svenningsen[4] 1951 - 1961
- Claus Grube 2009-2013
- Ulrik Vestergaard Knudsen 2013 - 2018
- Lars Gert Lose 2019 - 2022
- Jeppe Tranholm-Mikkelsen 2022 -